# صلاح شيرزاد
صلاح الدين شيرزاد (ولد 1367 هـ / 1948 م) خطَّاط وباحث عراقي، وأستاذ جامعي.
يُعَدُّ حَلْقة الوصل بين شيوخ الخطِّ من الرعيل السابق، كالأستاذ هاشم البغدادي، والخطاط العثماني حامد الآمديّ؛ وبين الجيل التالي من الخطَّاطين الذين يمارسون فنَّ الخطِّ العربي بوسائل تقنيّة حديثة، تدعم أدواتَهم التقليديّة. أثرى شيرزاد مجاله بنشاط يستنهض فن الخط العربي، ولا سيَّما في الإمارات العربية المتحدة. حتى نعته البعض بـ"باعث النهضة"، منحته جمعية الخطَّاطين العراقيين لقب "سفير الخطِّ العربي".
وهو من أوائل الخطَّاطين الذين خرجوا عن القوالب التقليدية الثابتة في التركيب كالمستطيل والدائرة وغيرها؛ إذ صمَّم تراكيب حرَّة، وكان أوَّل خطَّاط يُدخل النهج التعبيري في لوحاته، فيربط بين الشكل والمضمون، مع التصرُّف بأشكال بعض الحروف؛ فقد استخدم حرف الألف دون زلفة في خط الثلث، وعمد إلى وصل الحروف بعضها ببعض بشكل مبتكَر غير مسبوق.

## مولده ونشأته
وُلِد صلاح الدّين شيرزاد يوم الاثنين 3 ذي القَعْدة 1367هـ الموافق 6 سبتمبر (أيلول) 1948م، في العراق بمحافظة كركوك، وتعلّم في مدارسها حتّى نهاية المرحلة الثّانوية العامّة. وفيها نمت ميوله نحو الخطّ مُتأمِّلاً في اللّوحات الخطّيّة التّجاريّة الّتي كان خطّاطو المدينة المحلّيّون يبرعون في تنظيمها، ثمّ انتقل إلى العاصمة بغداد عام 1966 ليواصل تعليمه الجامعيّ فيها؛ فليست هناك جامعةٌ في مدينة كركوك آنذاك. 

## دراسته
حصل شيرزاد على شهادة بكالوريوس الآداب من كلية الآداب في جامعة بغداد وشهادة الدكتوراه في تاريخ الفنّ الإسلاميّ من جامعة أسطنبول في تركيا.

### أساتذته في الخط
بدأ شيرزاد، إلى جانب دراسته في الجامعة، يتعلّم فنون الخطّ بشكل منتظم من أستاذه الأوّل د. عبد الغني العاني، وبعد سفر الأستاذ إلى فرنسا لإكمال الدّراسات العليا واصل التعلم لدى الأستاذ هاشم البغدادي رحمه الله، حتّى وافته المنيّة عام 1973، ومع استمرار صلاح في التّدرُّب على الخطّ بدأ بتعلّم بعض مبادئ الزّخرفة من صديقه محمد حسن البلداوي رحمه الله. وفي عام 1977 أوفدته وزارة التّعليم العالي إلى ألمانيا ليُشرف على طباعة المصحف الشّريف المكتوب بخطّ محمّد أمين الرّشديّ والّذي كان المرحوم هاشم البغدادي قد أشرف على طبعاته السّابقة قبل وفاته.
وفي عام 1978 حين حصل على إجازة دراسيّة لإكمال الدّراسات العليا في جامعة اسطنبول التّركيّة، داوم هناك على تواصله مع الأستاذ حامد الآمدي رحمه الله، آخر الخطّاطين العثمانيّين، وأكمل تعلُّمه منه، ونال منه إجازته في الخطّ العربيّ. 
وكي يتعلّم مبادئ رسم المنمنمات، ويتوسّع في تعلّم أصول الزخرفة انتسب أيضاً في ذلك الوقت إلى مشغل البروفسور سهيل أنور . وبدأ بأخذ دروس خصوصيّة لدى الفنّان تحسين آي قوت ألب حول الخطّ والزّخرفة وبعض التّقنيّات المرتبطة بها، وكان أن أنجز زخارف لوحاته الخطّيّة الأولى بنفسه.

## عمله وإسهاماته

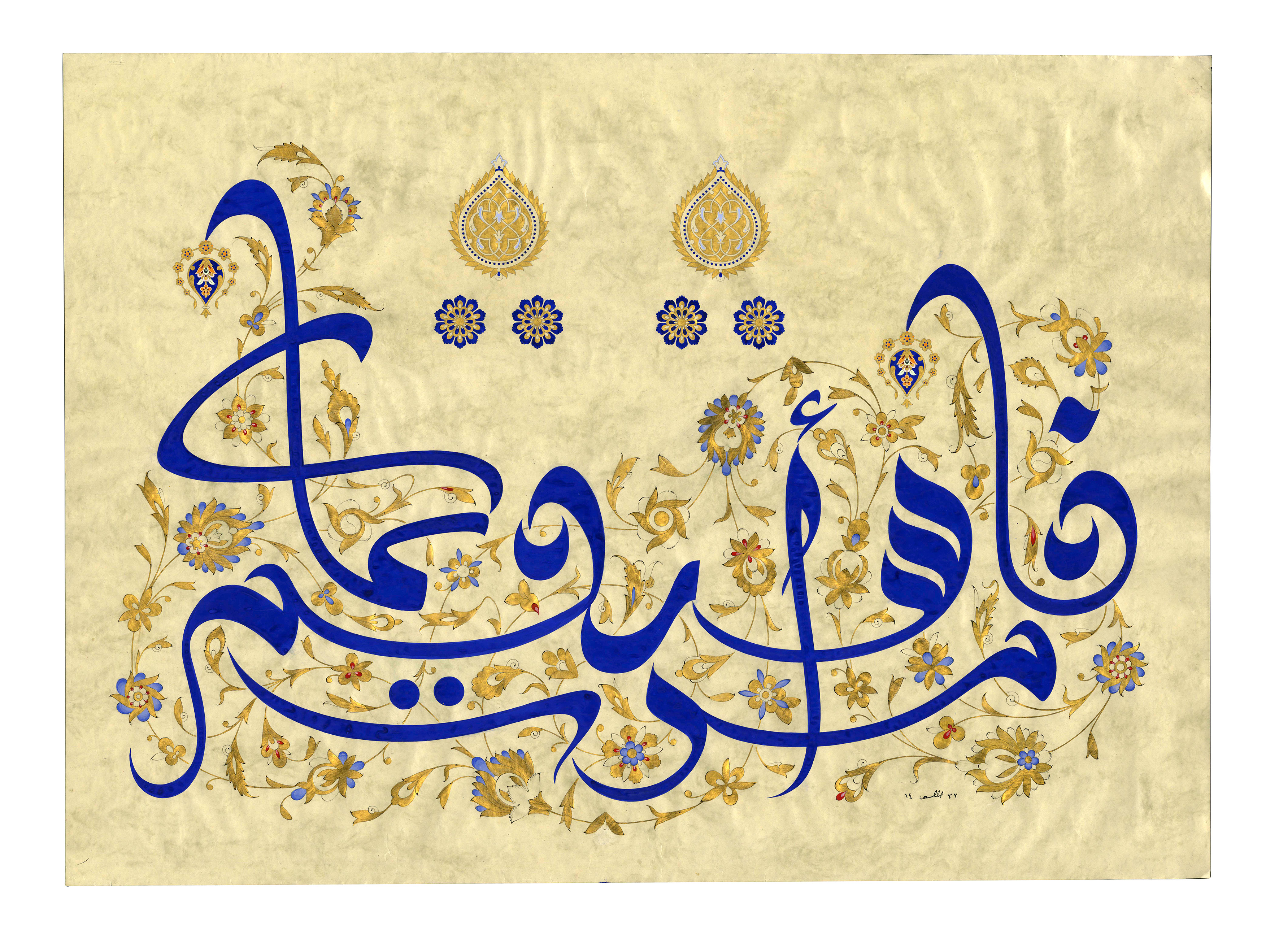

عُيّن إثر تخرّجه من جامعة بغداد موظفًا في رئاسة ديوان الأوقاف والّتي تحوّلت فيما بعد إلى وزارة الأوقاف. وبعدها انتقل إلى اسطنبول لمتابعة دراسته، ثمّ غادر إلى الإمارات العربيّة المتّحدة حيث أقام في مدينة الشّارقة من 1986 حتّى 2009، واشتغل ضمن وزارة التّربية والتّعليم الإماراتيّة، وبعد أن حصل على شهادة الدّكتوراه أصبح محاضرًا في كلّيّة الفنون الجميلة بجامعة الشّارقة. وأسهم خلال هذه المدّة مع زملائه الخطاطين في الأنشطة والفعاليات المتعلقة بفنّ الخطّ العربيّ؛ فأسّس معهم "جماعة الخطّ العربيّ" ضمن جمعية الإمارات للفنون التّشكيليّة، وأصدروا عددين من نشرة "الخطّاط"، وكان هو سكرتير التّحرير. ثمّ أصدروا بعد ذلك مجلّة "حروف عربيّة"، الّتي تصدر عن ندوة الثقافة والعلوم في إمارة دبي، وشغل منصب مدير تحريرها منذ بداية صدورها عام 2000 حتّى عام 2003. وبعد ذلك أسّس مع زميله محمود شمس الدّين عبو مشروع مجلّة "فنون إسلاميّة" وأصدرا العدد الأوّل منها. لكنّهما لم يستمرّا في المشروع بسبب اضطراره إلى مغادرة دولة الإمارات عام 2009 عائدًا إلى بغداد بعد أن مكث بضعة شهور في دمشق.
عُرض عليه العمل في جامعة السّلطان محمد الفاتح باسطنبول، فالتحق بها كعضو للهيئة التّدريسيّة عام 2014، واستمرّ في العمل فيها حتّى عام 2021، ثمّ تفرّغ بعد ذلك للأمور البحثيّة والتّرجمة، وعمل أخيرًا على إصدار زخرفة نباتيّة إسلاميّة ذات طراز مبتكر يعتمد على عناصر زخرفيّة عربيّة خالصة، محوّرة من نباتات تنتمي إلى المنطقة العربيّة على وجه التّحديد، وعلى رأسها النخلة. 

## تلاميذه
أسهم شيرزاد في تعليم عدد كبير من التّلاميذ عبر الدّورات التّعليميّة في بعض المعاهد، أو عن بُعد، إلى جانب الدّروس والمحاضرات في الجامعات، مثل كلّيّة الفنون الجميلة بجامعة الشّارقة، وكليّة العلوم الإسلاميّة بجامعة السّلطان محمّد الفاتح باسطنبول.
وكذلك علّم عددًا من التّلاميذ بشكل فرديّ، مثل المرحوم جاسم الدّليميّ (عراقيّ)، وطارق العزّاويّ (عراقيّ)، وطه البستانيّ (عراقيّ)، وأديب يغمور (سوريّ)، والأديب عبد الجليل العليان (سوريّ)، وموفّق بصل (لبنانيّ)، ومحمّد أسعد (جزائريّ)، والمرحومة فاطمة البقالي (إماراتيّة)، وضابط الشّرطة علي إبراهيم (إماراتيّ)، والشّيخ حسن جلبي (تركيّ) في الخط الكوفي، ومؤمن الشّرقاويّ (مصريّ)، والمرحوم خالد نفيسي (باكستانيّ)، وشوكت مهناس (باكستانيّ)، وآخرون...
وأمّا تلاميذه الّذين واصلوا التّعليم حتّى نالوا الإجازة، فهم: محمّد عيسى خلفان (إماراتيّ)، وعبد الإله أبو جيش (سوريّ)، والدّكتور إبراهيم الجوريشيّ (أردنيّ)، وعبد الرّحيم مولاي (جزائريّ)، والمهندس سعد الرّاويّ (عراقيّ).
وعلّم فنون الزّخرفة أيضًا من خلال دورات تطبيقيّة، وحلقات تلفازيّة كدورة تعليم التّصميم الزّخرفيّ الّتي نظّمها مركز الكويت للفنون الإسلاميّة عام 2013، (مصوّرة في 5 حلقات على اليوتيوب). 

## نتاجه الفكري

### التّأليف
- كتاب بعنوان "خطّ الثّلث"، جامعة الملك عبد العزيز، المملكة العربيّة السّعوديّة
- كتاب بعنوان "تصميم الزّخرفة الإسلاميّة والموتيف العربيّ" (مخطوط)
- أبحاث ومقالات، أبرزها:
  - واقع الخطّ العربيّ في غياب النّقد الفنّيّ.[22]  
  - النّظام في الخطّ، طريقة الخطّاطين في نظام السّطر والتّركيب. [23]
  - الأسلوبيّة في الخطّ العربيّ. [24]
  - واقع الخطّ العربيّ المعاصر. [25]
  - المنحى الفنيّ عند داوود بكتاش.[26]
  - المنمنمات والزّخرفة الإسلاميّة، اختلاف في الموضوع وتشابه في الشّكل.[27]
  - التّقليد في صناعة الخطّ العربيّ.[28]
  - تعدّي الخطّاط إلى غير تخصّصه.[20]

- أوراق بحثيّة في المحاضرات والنّدوات العلميّة، أبرزها:

1996 محاضرة بعنوان: "النّظام في فنّ الخطّ العربيّ"، ضمن مؤتمر (المخطوط كفن في العالم الإسلامي)، جامعة هوفسترا بنيويورك، الولايات المتحدة الأمريكية.
1997 محاضرة: “إسلاميّة فنّ الخطّ العربيّ"، في الندوة العالمية لمهرجان العالم الإسلامي الأوّل لفنّ الخط، طهران، إيران.
2000  محاضرة بعنوان: "المد والانحسار في الخط العربي" بيروت، لبنان.
2002 محاضرة بعنوان: "الأساليب المختلفة للخطاطين الإيرانيين المعاصرين" في ندوة المهرجان العالمي للفنون الإسلامية، طهران، إيران.
2003  محاضرة بعنوان: "الرموز في المخطوطات العربية"، وورشة عمل في ندوة (المخطوطات الإسلامية)، المنتدى الإسلامي بالشارقة، إ. ع. م.
2005  محاضرة بعنوان: "الكتابة العربية والخط العربي" ضمن ندوة (نحو وعي خطي أفضل)، مكتبة الاسكندرية، مصر.
2009  محاضرة: "العناصر الفنية والرمزية في معمارية قبة الصخرة" في ندوة الفنون التشكيلية، دمشق، سوريا.
2011  محاضرة: "المنمنمات في الفن الإسلامي" قاعة التكرلي الثقافي، بغداد، العراق.
2011  محاضرة بعنوان: "واقع الخط العربي وسبل النهوض به"، المدينة المنورة، المملكة العربية السعودية.
2012  محاضرة بعنوان: "العناصر الفنية في فن الخط العربي" في الندوة العلمية لكلية الفنون والتصميم بجامعة لاهور، باكستان.
2013  محاضرة بعنوان: "التعبير في فن الخط، أعمالي نماذج" في المهرجان الدولي لفن الخط العربي، الجزائر.
2016  محاضرة بعنوان: "الخط العثماني في الجزائر" (باللغة التركية)، جامعة جلال بايار، مانيسا، تركيا.
2018  محاضرة بعنوان: "إسلامية الفنون الإسلامية" ضمن ندوة الفنون الإسلامية في ضوء مقاصد الشريعة الإسلامية، مؤسّسة الفرقان.
2019  محاضرة بعنوان: "فن الخط العربي في التصميم المعماري"، كلية العلوم الاجتماعية، جامعة الكويت، تنظيم مركز الكويت للفنون الإسلامية.
2020  محاضرة (عن بعد) بعنوان: "مصادر الخطاط حامد آيتاج الفنية" (باللغة التركية) ضمن الندوة العلمية التي أقامتها جامعة غازي عنتاب.
2021  محاضرة (عن بعد) بعنوان: "مدارس الخط العربي بين النظرية والتطبيق" بإشراف مجلس خولة الثقافي في أبو ظبي، إ. ع. م.
2022  محاضرة ضمن "دورة علوم وفنون المخطوط العربي" التي أقيمت في جامعة صباح الدين زعيم، اسطنبول، تركيا.
2022 محاضرة: "الخط والخطاطون بالعراق في العصر العثماني" ضمن الندوة الفكرية المصاحبة للدورة العاشرة من ملتقى الشارقة الثقافي، الشارقة، إ. ع. م.
2023 محاضرات ضمن دورة "جماليات المخطوط العربي"، دار المخطوطات، اسطنبول، تركيا.

### المعارض
شارك في عشرات المعارض الجماعيّة في مختلف أنحاء العالم، وأقام ثلاثة معارض شخصيّة:
- 1998  معرض شخصي في صالة مدينة بورت لويس، موريشيوس.
- 1999  معرض شخصي في صالة تاون سنتر بدبي، إ. ع. م.
- 2009  معرض شخصيّ في صالة ندوة الثقافة والعلوم بدبي، إ. ع. م.

### البرامج التّلفازيّة
شارك في العديد من البرامج التّلفازيّة والإذاعيّة لمحطّات مختلفة، وأبرز البرامج التّلفازية الّتي انفرد فيها:
- برنامج عن المنمنمات الإسلامية بعنوان: "روح العصر" لقناة سكاي نيوز، عُرض في نيسان/إبريل عام 2022.
- ثلاثون حلقة تلفازيّة بعنوان "عبارة وحكاية".[35]
- برنامج وثائقي (ثلاث حلقات) لقناة إيه آر تي حول الفنون الإسلاميّة.
- برنامج وثائقي (حلقتان) عن الزخرفة الإسلامية والخط العربي.
- برنامج وثائقي (خمس حلقات) حول معمارية مساجد الشارقة.
- برنامج وثائقي لتلفزيون الشارقة (حلقتان) حول العلاقة بين الخط العربي والفنون الجميلة.

## عضوياته
- عضو مؤسّس في جمعيّة الخطّاطين العراقيّين.[36]
- عضو مؤسّس لجماعة الخط العربيّ في جمعيّة الإمارات للفنون التّشكيليّة.[37]
- عضو مؤسس في جمعية الحفاظ على الكتابة العربية بنيويورك.
- عضو جمعية الحفاظ على التراث العمراني، إ. ع. م.
- عضو المركز الثقافي العراقي للخط العربي والزخرفة الإسلامية، بغداد.
- عضو مستشار في رابطة الخطاطين العرب.
- عضو اللجنة العلمية لـ "الموسوعة العربية الشاملة للعلوم والآداب والفنون والأعلام"، لجنة "الخط العربي والإملاء" بمجمع اللغة العربية بالشارقة.
- عضو الفريق البحثي في مشروع "تطوير ونشر أبحاث متخصصة في الخط العربي لمركز الأمير محمد بن سلمان" بالمملكة العربية السعودية.

## جوائزه
- 1991 الجائزة الأولى في مسابقة النادي الأهلي الدولية في دبي، إ. ع. م.
- 1995 الجائزة الثانية في بينالي الشارقة الدولي للفنون، إ. ع. م.[38]
- 1995 الجائزة الثالثة في المسابقة العالمية للخط التي ينظمها مركز البحوث للتاريخ والفنون والثقافة الإسلامية IRCICA، اسطنبول، تركيا.[39][40]
- 1998 واحدة من عشر جوائز في مهرجان الخط العربي، بغداد، العراق.[41]
- 1998 واحدة من عشر جوائز في مهرجان العالم الإسلامي الأوّل لفن الخط، طهران، إيران.
- 2004 الجائزة الأولى في الملتقى الدولي للخط في إمارة الشارقة، إ. ع. م.
- 2009 الجائزة الثانية في مسابقة الخطّ الدّوليّة بالجزائر.

## تكريمه
- 2004 مُنح وسام المتميّزين من مجلس الوزراء العراقي.[39]
- 2009 تكريم مجلس إدارة جمعيّة التّشكيليّين في الإمارات العربيّة المتّحدة.[13]
- 2013 تكريم "مهرجان الروّاد" من قِبَل المركز الثّقافي العراقي للخطّ والزخرفة.[42]
- 2024 تكريم من قبل مجمع الملك فهد لطباعة المصحف الشريف.

## روابط خارجية
نماذج من أعماله الخطّيّة والزّخرفيّة.